# آینه‌کد
کدمیرر (به انگلیسی: CodeMirror) یا آینه کد یک پیکرپار به زبان جاوا اسکریپت است که یک ویرایشگر کدی به مرورگر اضافه می‌کند. کدمیرر دارای یک رابط برنامه‌نویسی کاربردی قوی می باشد، و در آن تاکید زیادی روی مساله ی گسترش‌پذیری نرم‌افزار شده است.